# Peter Gabriel
Peter Brian Gabriel (født 13. februar 1950 i Surrey, England) er en engelsk musiker.
Han fik sit gennembrud som sanger i gruppen Genesis, hvor han spillede en afgørende rolle som karismatisk frontfigur.
Han klædte sig ud i forskellige kostumer, f.eks. med et rævehoved eller som en gigantisk solsikke. 
I 1975 forlod han gruppen for at gå solo.
Gabriel har siden sin første soloplade i 1977 kredset omkring et meget subjektivt og eksperimenterende udtryk og har været åben over for ikke-vestlig musik.
Med pladen So fra 1986 brød han for alvor igennem hitmuren. Herfra stammer monsterhittet Sledgehammer, som bl.a. nåede 1.pladsen i USA. 
Andre hits fra So er Big Time og Don't Give Up – en duet med Kate Bush. Generelt er Gabriel blevet hyldet som en kunstner, der er populær uden at gå på kompromis med sin musik.
Selvom han i sine unge år havde afvist en plads på filmskolen, forblev han interesseret i det visuelle. Videoen til Sledgehammer var banebrydende, bl.a. på grund af sin animation, og vandt 9 MTV Awards foruden flere andre priser.
Peter Gabriel står desuden bag pladeselskabet Real World.

## Diskografi

### Med Genesis
- From Genesis To Revelation, (1969)
- Trespass, (1970)
- Nursery Cryme, (1971)
- Foxtrot, (1972)
- Genesis Live, (1973)
- Selling England by the Pound, (1973)
- The Lamb Lies Down on Broadway, (1974)

### Solo
- Peter Gabriel, (I - Car) (1977)
- Peter Gabriel, (II - Scratch) (1978)
- Peter Gabriel, (III - Melt) (1980)
- Peter Gabriel, (IV - Security) (1982)
- Plays Live, (1983)
- Birdy, (1985) : soundtrack fra filmen Birdy
- So, (1986)
- Passion, (1989) : musik fra filmen The Last Temptation of Christ
- Shaking the Tree, (opsamling, 1990)
- Us, (1992)
- Revisited, (opsamling, 1992)
- Secret World Live, (1994)
- OVO, (2000)
- Long Walk Home, (2002) : musik fra filmen Rabbit-Proof Fence
- Up, (2002)
- Hit, (opsamling, 2003)
- Scratch my back, (2010)
- New Blood, (2011)
- i/o, (2023)